# Marcela Serrano
Marcela Serrano (n. 1951) este o scriitoare chiliană.